# Позиционный угол

Измерение позиционного угла одной звезды относительно другой

Позиционный угол (часто обозначается PA, от англ. Positional angle) — угол между линией, соединяющей два светила (например составляющие двойной звезды), и кругом склонений, проходящим через одно из них. Считается от точки севера через восток, юг, запад, изменяется от 0° до 360° (зачастую измеряется в радианах {\displaystyle 0\leqslant \alpha \leqslant 2\pi }). Измерение проводят, например, позиционным микрометром, гелиометром.